# Região Geográfica Intermediária de Guarapuava
A Região Geográfica Intermediária de Guarapuava é uma das seis regiões intermediárias do estado brasileiro do Paraná e uma das 134 regiões intermediárias do Brasil, criadas pelo Instituto Brasileiro de Geografia e Estatística (IBGE) em 2017. É composta por 19 municípios, distribuídos em duas regiões geográficas imediatas.
Sua população total estimada pelo Instituto Brasileiro de Geografia e Estatística (IBGE) para 1º de julho de 2018 é de 426 014 de habitantes, distribuídos em uma área total de 19 291,794 km².
Guarapuava é o município mais populoso da região intermediária, com 180 334 habitantes, de acordo com estimativas de 2018 do Instituto Brasileiro de Geografia e Estatística (IBGE).

## Regiões geográficas imediatas
| Região geográfica imediata               | Municípios | População Estimativa 2018 | Área (km²) |
| ---------------------------------------- | --- | ------------------------- | ---------- |
| Região Geográfica Imediata de Guarapuava | Campina do Simão Candói Cantagalo Foz do Jordão Goioxim Guamiranga Guarapuava Inácio Martins Pinhão Prudentópolis Reserva do Iguaçu Turvo | 350 638                   | 13 841,421 |
| Região Geográfica Imediata de Pitanga    | Boa Ventura de São Roque Laranjal Mato Rico Nova Tebas Palmital Pitanga Santa Maria do Oeste                                              | 75 376                    | 5 450,373  |
| Total                                    | 19 | 426 014                   | 19 291,794 |